# سونغ تسي فونغ
سونغ تسي فونغ، ويُكتب أحيانًا بالحروف اللاتينية سونغ تسي وين أو سونغ تزو وين (بالصينية: 宋子文؛ بالبينيين: Sòng Zǐwén)، هو رجل أعمال ومصرفي وسياسي صيني بارز. وُلد في 4 ديسمبر 1894 وتوفي في 25 أبريل 1971. تولى منصب رئيس وزراء جمهورية الصين لفترة وجيزة عام 1930، ثم عاد لتولّي المنصب مرة أخرى بين عامي 1945 و1947.

## الحياة المبكرة والتعليم
وُلِد تي في سونغ في مستشفى سانت لوك في مستوطنة شنغهاي الدولية. تلقى تعليمه أولاً في شنغهاي بجامعة سانت جون ، ثم تخرج من جامعة هارفارد بدرجة البكالوريوس في الاقتصاد في عام 1915. عمل في مؤسسة الخدمات المصرفية الدولية في نيويورك أثناء دراسته العليا في جامعة كولومبيا. تزوجت شقيقاته، المعروفات بشكل جماعي باسم الأخوات سونغ من أشخاص مهمين: الأولى آي لينج تزوجت من إتش إتش كونغ، خريج كلية أوبرلين من عائلة رائدة من المصرفيين الصينيين والذي أصبح فيما بعد رئيس وزراء جمهورية الصين؛ والثانية تشينغ لينج تزوجت من صن يات صن، مؤسس وزعيم الحركة القومية الصينية؛ والثالثة مي لينج كانت السيدة الأولى لجمهورية الصين كزوجة لتشيانج كاي شيك.